# Energina
Energina var en svensk tv-serie och namnet på en fiktiv figur som sändes på bolibompa (barnkanalen) på onsdagar.

## Handling
Serien handlar om Gina, en flicka i tolv till tretton-årsåldern som får en stöt av en maskin på ett museum.
Maskinen (subatomgeneratorn) var byggd av Victoria Seger, Ginas mamma, samt hennes lärare dr. Tibeus Dominator.
Dock dog Victoria, och Dr. Tibeus Dominator blev galen. Han blev ond och i varje avsnitt av Energina försöker dr. Dominator (som han bytte namn till) besegra och ta över staden Metroborg där serien utspelar sig.
Stöten gav Gina en superkraft: Energi. Hon ger sig ut för att stoppa dr. Dominator i sin mammas dräkt.
Enligt Ginas lärare, med okänt namn, hann man bygga två prototyper av subatongeneratorn, en som Gina får stöten ifrån och en som Dr. Dominator har.

## Karaktärer
- Gina/Energina
- Dr. Dominator
- John (Ginas Crush)
- Polischefen
- Ginas pappa Harry
- Liz (styvmamma)